# Andre Wadsworth
Andre Wadsworth (Saint Croix, 19 ottobre 1974) è un ex giocatore di football americano statunitense che ha militato nel ruolo di defensive end nella National Football League (NFL).

## Biografia
Dopo avere giocato al college a Florida State dove fu premiato come All-American, Wafsworth fu scelto come terzo assoluto nel Draft NFL 1998 dagli Arizona Cardinals. Nella sua prima stagione disputò tutte le 16 partite, con 5 sack e 57 tackle. Rallentato da un infortunio al ginocchio nel 1999 riuscì comunque a disputare 11 partite. Gli anni successivi furono condizionati da innumerevoli operazioni chirurgiche alle ginocchia, venendo svincolato dopo avere rifiutato di rinnovare per un anno con un contratto da 512.000 dollari dopo la stagione 2000. Wadsworth tentò di tornare nel football professionistico passando la pre-stagione 2007 con i New York Jets ma venendo svincolato prima dell'inizio delle partite ufficiali.

## Palmarès
- PFWA All-Rookie Team - 1998
- All-American - 1997

## Statistiche
| Partite             | 36  |
| Partite da titolare | 30  |
| Tackle              | 96  |
| Sack                | 8,0 |
| Intercetti          | 1   |